# Potop MV Sewol
Trajekt MV Sewol je potonil v sredo, 16. aprila 2014, na poti iz Inčona proti Džedžu v Južni Koreji. 6.825-tonsko plovilo je ob 8.58 po KST (23.58 UTC, 15. april 2014) poslalo signal za nevarnost približno 2,7 km (1,7 mi; 1,5 nmi) severno od Bjongpungdo. V nesreči je umrlo 306 od 476 potnikov in članov posadke, med njimi približno 250 dijakov srednje šole Danvon (Mesto Ansan). Več kot polovico od približno 172 preživelih so rešili ribiški čolni in druga komercialna plovila, ki so na kraj nesreče prispela približno 40 minut pred obalno stražo (KCG).
Potop trajekta Sewol je v Južni Koreji povzročil obsežen družbeni in politični odziv. Mnogi so kritizirali dejanja kapitana trajekta in večino članov posadke. Kritizirali so tudi upravljavca trajekta, Chonghaejin Marine, in regulatorje, ki so nadzorovali njegovo delovanje, skupaj z administracijo predsednice Južne Koreje, Park Gun-hje. Zaradi njenega odziva na nesrečo in poskusov zmanjševanja vladne krivde, ter zaradi slabega obvladovanja nesreče s strani KCG in domnevne pasivnosti posadke reševalnega čolna na kraju nesreče. Ogorčenje je bilo izraženo tudi nad začetnim lažnim poročanjem vlade in južnokorejskih medijev o nesreči, ki so trdili, da so bili vsi na krovu rešeni, vlada pa je dala prednost javni podobi pred življenji svojih državljanov in zavrnila pomoč drugih držav ter javno zmanjševala resnost nesreče.
15. maja 2014 so kapitana in tri člane posadke obtožili umora, preostalih enajst članov posadke pa obtožili zaradi zapustitve ladje. Izdan je bil tudi nalog za aretacijo Joo Bjung-eun, lastnika podjetja Chonghaejin Marine, vendar ga kljub vsedržavnemu iskanju in preganjanju ljudi niso našli. Policija je 22. julija 2014 razkrila, da je ugotovila, da je mrtev moški, ki so ga našli na polju v Sunčonu, približno 290 km (180 mi) južno od Seula, Joo.

## Ozadje

### Cheonghaejin Shipping Co., Ltd
Cheonghaejin Shipping s sedežem v Džung-gu, Inčon, je ladijsko potniško pdjetje, ki je bilo ustanovljeno februarja 1999 in je upravljalo tri linije: Inčon-Džedžu, Inčon-Bekrjong in Josu-Gomundo. Leta 2003 je bil v prevoze uveden nov velik trajekt Ohamana, ki je obratoval na liniji trajekta Maruei, marca 2013 pa je bil uveden še en nov trajekt Sewol.
Leta 2009 so bila revidirana pravila za izvrševanje korejskega zakona o ladijskem prometu. Takrat se je rok za upravljanje trajekta podaljšal z 20 na 30 let od datuma začetka obratovanja, družba Cheonghaejin Shipping pa je lahko kupila trajekt Sewol (zgrajen leta 1994), ki je bil na Japonskem star približno 18 let, in ga je upravljala skupaj s trajektom Ohamana (zgrajen leta 1989). Ministrstvo za zemljišča, promet in pomorske zadeve je takrat komentiralo deregulacijo z besedami: "Če bodo omejitve za potniške ladje omiljene, se bodo stroški podjetij zmanjšali za 20 milijard vonov na leto.
Od takrat je družba Cheonghaejin Shipping od Korejske razvojne banke prejela najemnino v višini 10 milijard vonov, vključno s 3 milijardami vonov sredstev za obnovo, pri čemer je bil oktobra 2012 kot zavarovanje uporabljen trajekt Sewol. Od tega je bil precejšen znesek porabljen za razširitev trajekta Sewol in od takrat se je tonaža povečala za 239 ton, število ljudi, ki se lahko vozijo, pa za 116. Korejski ladijski prevoznik, agencija za nadzor varnosti ladijskih objektov, je ocenil, da pri dvakratni širitvi trajekta Sewol ni bilo težav. Vendar pa strokovnjaki pravijo, da je eden od razlogov za potop, saj se je trajekt nagnil tako hitro, da je bil težko dostopen, kar je bila posledica pretirane prenove in širitve.
Ladjarstvo Cheonghaejin Shipping je na pot samovoljno poslalo dodatne potniške ladje in nato obvestilo pristojne organe, da morajo plačati globo v višini 300.000 vonov.
Družba Cheonghaejin Shipping je vodji sporočila, da je pred odhodom trajekta Sewol naložila 150 vozil in 675 ton tovora, vendar je bilo ugotovljeno, da je bilo "po nesreči" natovorjenih 180 vozil in 1 157 ton tovora.
Družba Cheonghaejin Shipping Co., Ltd., ki je monopolizirala progo Inčon-Džedžu, je bila maja 2014 likvidirana in je sama prevzela odgovornost za nesrečo trajekta Sewol, ki je povzročila veliko žrtev.

### Stanje v ladjedelništvu
Večina delovnih mest v ladjedelništvu (kapitan, navigator, krmar, inženir itd.) v Koreji je pogodbenih delavcev za manj kot eno leto in tudi kapitanka trajekta Sewol je bil v času nesreče enoletna pogodbena delavka, ki je prejemala plačo v višini 2,7 milijona vonov na mesec. Zato je bilo poudarjeno, da je zaradi slabe poklicne stabilnosti težko pričakovati občutek pripadnosti ali poslanstva, slabo pa je bilo tudi upravljanje izobraževanja dejanskih mornarjev. Družba Cheonghaejin Shipping je leta 2013 za usposabljanje mornarjev porabila 541.000 vonov.</ref>

### Linija Inčon-Džedžu
Pomorska linija Inčon-Džedžu je bila prvič odprta maja 1995. Prva povezava na liniji Inčon-Džedžu je bil trajekt Semo Express družbe Semo Co., Ltd., predhodnice družbe Cheonghaejin Shipping Co., Ltd. Semo Express Ferry je prevažal do 500 potnikov in 100 vozil ter opravil tri povratne prevoze na teden med pristaniščema Inčon in Džedžu, ki so trajali 16 ur v eno smer. Prva vožnja trajekta je predstavljala 3 vožnje v obe smeri na teden od 6. do 31. maja 1995 pa je družba Cheonghaejin Shipping dodatno razporedila trajekt Chunyang za prevoz do 600 potnikov skupaj s trajektom Semo Express Ferry 1, ki je vozil enkrat na dan 13 ur. Marca 2003 je obe ladji nadomestil 6 322-tonski veliki trajekt Ohamana, februarja 2013 pa še 6 852-tonski trajekt Sewol.
Ko je trajekt Sewol, 8. oktobra 2012 kupila družba Chonghaejin Marine, je bila ladja, ki je postala znana kot MV Sewol, stara osemnajst let in propadajoča.  Prvotno se je imenovala Ferry Naminoue, od leta 1994 do 2012 pa jo je kot prevozno ladjo za prevoz potnikov upravljalo japonsko podjetje A-Line Ferry. :9 Po navedbah družbe A-Line, trajekt med prevozom na Japonskem ni imel nobenih težav. Po nakupu je bilo plovilo med 12. oktobrom 2012 in 12. februarjem 2013 preurejeno, 22. oktobra 2012 pa ga je registriralo podjetje Chonghaejin. Kasneje je bilo ugotovljeno, da so spremembe temeljile na nezakonitem preoblikovanju ladje.
Po teh spremembah, ki so vključevale dodajanje dveh nadstropij prostora za potnike in povečanje tovornega prostora, se je bruto tonaža ladje Sewol povečala za 239 ton na 6.825 ton, število potnikov pa za 116 oseb, skupaj s posadko torej za 956 oseb.:11 Zaradi sprememb se je njegovo težišče premaknilo navzgor za 051 m (167 ft 4 in):11 tako se je spremenilo tudi ravnovesje med obema stranema. Po končani preureditvi je ladjo Sewol pregledal Korejski pomorski inšpektorat, vključno s preskusom nagibanja, in 12. februarja 2013 prejela potrdilo o inšpekcijskem pregledu ladje in potrdilo o preprečevanju onesnaževanja morja.:15 Med postopkom odobritve sprememb je Južna Koreja zmanjšala največjo dovoljeno količino tovora iz 1450 ton na 987 ton in povečala količino potrebnega balasta iz 1333 ton na 1703 ton. Omejitve tovora niso bile znane ne Korejskemu združenju ladjarjev, ki je odgovorno za upravljanje trajektov, ne Korejski obalni straži (KCG), ki je bila odgovorna za nadzor nad združenjem ladjarjev. Odbor za revizijo in inšpekcijo (Južna Koreja) je pozneje razkril, da je dovoljenje KR temeljilo na ponarejenih dokumentih.Po inšpekcijskih pregledih so v sobo z galerijo na mostniškem krovu na zadnji strani ladje dodali še 37 ton marmorja.:17
Ladja Sewol je začela v prenovljeni obliki obratovati 15. marca 2013.  Iz Inčona v Džedžu je opravila tri povratna potovanja na teden, vsako v eno smer, dolgo 425 km (264 mi), pa je trajalo 13,5 ure. Dne 19. februarja 2014 je prejela vmesni inšpekcijski pregled in redni inšpekcijski pregled iz registra.:17 Do dneva nesreče je trajekt opravil 241 povratnih voženj.
15. aprila 2014 naj bi ladja Sewol zapustila pristanišče v Inčonu ob 18:30 KST. Zaradi megle, ki je omejila vidljivost na manj kot 1 km (0,62 mi), je služba za ladijski promet (VTS) v Inčonu okoli 17:30 izdala opozorila o slabi vidljivosti, zaradi česar je ladjarska družba zadržala odhod ladje Sewol. VTS je opozorilo preklical okoli 20:35, združenje ladjarjev pa je odpravilo omejitev odhoda ladje Sewol po preverjanju vremenskih razmer pri upravljavcu svetilnika Palmido in po posvetovanju s KCG.:30 Odplul je okoli 21. ure in je bil edina ladja, ki je tisti večer zapustila pristanišče.
Ko je trajekt Sewol odplul, je prevažal 443 potnikov, 33 članov posadke in skupno 2142,7 tone tovora, vključno s 185 avtomobili. Med 443 potniki je bilo 325 dijakov, ki so bili na ekskurziji na srednji šoli Danvon. Pet potnikov ni bilo korejcev.  Ladji je poveljeval 69-letni kapitan Lee Džoon-sek, ki je zamenjal rednega kapitana. Lee je imel več kot štirideset let izkušenj na morju in je veliko potoval že prej. Dobil je enoletno pogodbo z mesečno plačo 2,7 milijona dolarjev (približno 2500 €). Lee je na potovanju delal s 33 člani posadke, od katerih jih je bilo devetnajst nerednih delavcev.
Poznejše preiskave so odkrile težave glede stanja ladje Sewol v času odhoda. Kljub temu, da je bilo na ladji največ 987 ton tovora, je ladja Sewol prevažala 2124 ton tovora, ta pa je bil neustrezno pritrjen.:34  Na krovu je bilo le 761,2 tone balasta, rezervoarji za balast niso bili ustrezno vzdrževani, prejšnje potovanje pa je bilo opravljeno brez dodatnih prilagoditev balasta za potovanje.:36-37 Redni kapitan ladje Sewol, kapitan Šin, je družbo Chonghaejin opozoril na zmanjšanje stabilnosti in ga pripisal odstranitvi stranske rampe, pozneje pa je trdil, da mu je družba zagrozila, da ga bo odpustila, če ji bo še naprej nasprotoval. Šinova opozorila so bila 9. aprila 2014 posredovana tudi prek uradnika, zaposlenega v pristaniški upravi Inčon, na kar se je uradnik družbe Chonghaejin odzval z izjavo, da bo obravnaval vse, ki so podali te trditve. Šin je 1. aprila 2014 zahteval tudi popravilo nepravilno delujočega krmilnega mehanizma, vendar popravilo ni bilo izvedeno. KR je v poročilu o preskusu stabilnosti z dne 24. januarja 2014 zapisala, da je ladja Sewol po spremembah postala "pretežka in manj stabilna".
Proračun podjetja Chonghaejin za varnostno usposabljanje posadke je znašal 2 ameriška dolarja, ki sta bila porabljena le za nakup papirnatega potrdila.

### Sreda, 16. april 2014
16. aprila ob 7:30 (KST) sta tretja pomočnica Park Han-kjul in krmar Čo Džoon-ki prevzela stražo od prejšnje ekipe. V tem času je ladja Sewol plula pod kotom približno 165 stopinj s hitrostjo približno 20 kn (37 km/h; 23 mph) in uporabljala dve radarski napravi. Okrog 8:20, ko je bila ladja približno dve do pred vstopom v kanal Maenggol, je Parkova ukazal Čoju, naj spremeni krmilni sistem iz avtopilota na ročno krmiljenje. Ko je Sewol ob 8:27 vplul v kanal s smerjo približno 137 stopinj, je bila hitrost vetra med štiri in (101,6000000 mm), višina valov približno , vidljivost pa dobra.
Kanal Maenggol ima močne podvodne tokove, zato je treba biti pri krmiljenju ladje izredno previden. V času nesreče so bile razmere mirne, ladja Sewol pa je plula po pogosto uporabljani poti. Širša območja kanala sicer vsebujejo nevarne skale in plitve vode, vendar niso bila v neposredni bližini običajne poti ladje. Medtem ko so tožilci Parkovo zaradi nepoznavanja kanala označili za "neizkušeno", je Korejsko sodišče za pomorsko varnost v svojem poročilu o preiskavi navedlo, da je večkrat plula skozi kanal na drugih ladjah. 
Ko se je ladja Sewol bližala usodnemu ovinku, so v jedilnici pripravljali zajtrk. Podatki CCTV, posneti ob 8:40, so pokazali prisotnost študentov, ki so se družili na ploščadi. Ena od preživelih potnic, Čoi Eun-sun, se je spominjala, da je šla tik pred nesrečo kaditi na krov.

### Več zavojev v desno (08:48)
Tik pred incidentom sta Park in Čo stala drug ob drugem blizu ladijskega kolesa na mostu. Kapitan Lee je bil takrat odsoten z mostu. Ob 8:46, ko je ladja Sewol plula s hitrostjo 18 kn (33 km/h; 21 mph) pod kotom približno 136 stopinj, je Park ukazal Čoju, naj spremeni smer s 135 stopinj na 140 stopinj, kar je Čo tudi storil.:39
Pričevanja o tem, kaj se je zgodilo potem, so si nasprotujoča. Glede na pričanje Parkove je po tem, ko je z radarjem preverila, ali je bila smer ladje Sewol spremenjena, in ko je bila nova smer nastavljena na 140 stopinj, ukazala Čoju, naj spremeni smer ladje še na 145 stopinj. Ukaz je bil izdan ob 8:48. Ko je ugotovila, da se ladja močno nagiba na levo in desno in ko se je premec ladje obrnil v desno, je ukazala obrniti krmilo na levo.
Čojevo pričanje se ni bistveno razlikovalo od Parkovega.  Čo je trdil, da je prejel le ukaz za spremembo smeri na 140 stopinj, ne pa tudi ukaza za spremembo smeri na 145 stopinj. Ker se je ladja Sewol obračala v desno, čeprav je držal volan, je naredil dva zavoja v levo, kar je pomenilo petstopenjski obrat. Ker se ladja ni nehala obračati v desno, je na koncu zavila še za 145 stopinj. Čo je pričal, da je Parkova na tej točki ukazala, naj zavije "v nasprotno smer", čemur je sledil tako, da je ladjo obrnil še za deset stopinj v levo, tako da je skupni obseg obrata znašal 15 stopinj v levo.
Sodišče je ugotovilo, da je ladja zaradi Čojevega krmiljenja štirideset sekund poskušala narediti 15 stopinjski zavoj. Sodišče je sklenilo, da je Čo, ki ga je zmotilo, da se je ladja obračala hitreje, kot je pričakoval, medtem ko je sledil Parkovemu ukazu, naj zavije za 145 stopinj, poskušal zaviti v levo, da je Parkov ukaz razumel kot zavoj v nasprotno smer. Zato je zavil v desno, zaradi česar se je sprednji del ladje hitro obrnil v desno.

#### Učinki obrata
Kasneje je Ministrstvo za oceane in ribištvo (Južna Koreja) analiziralo sledilno karto ladje Sewol in ugotovilo, da je ladijski avtomatski identifikacijski sistem (AIS) od 8:48:37 do 8:49:13 prenehal zbirati podatke; zato sta ministrstvo in VTS Džindo izgubila šestintrideset sekund podatkov. Medtem ko je bilo v prejšnjih poročilih in preiskavah navedeno, da je prišlo do izpada električne energije, je Huh Jong-bum, vodja preiskovalne skupine policije in tožilstva, pričal, da je bila okvara sistema AIS posledica omejitev sistema in da okvara ni vplivala na krmiljenje. Po mnenju skupne preiskovalne skupine je bil oster zavoj ladje Sewol skupni rezultat napake pri krmiljenju in manjše obnovitvene sile zaradi preobremenitve; preiskave niso pokazale nobenih napak v delovanju generatorja ali baterije.  Od 8:49:26 so podatki AIS pokazali, da se je kotna hitrost ladje povečala z 0,29 stopinj na sekundo (dps) na 0,83; 1,00 in 2,00 do 8:49:39; ti očitki so bili skladni s prejšnjimi podatki, pridobljenimi pri prejšnjih testih na prazni ladji Sewol. Zato se je ladja ob 8:49:40 nagnila za dvajset stopinj v vodo, zaradi česar je tovor padel na eno stran ladje.  Zaradi udarca je ladijski žiroskop napačno zabeležil kotno hitrost 15 dps ob 8:49:40, 14 dps naslednjo sekundo in minus 11 dps naslednjo sekundo.  Glede na to, da je premaknjen tovor učinkovito povečal destabilizacijski učinek, se je ladja nagnila še za deset stopinj v vodo. Potniki so tako pravilno poročali o močnem hrupnem udarcu.
Ko je Čo močno obrnil ladjo s 135 na 150 stopinj, se je ladja Sewol začela nagibati v levo in se nagibati proti vodi. Splošni učinek je bil, da se je ladja obrnila za približno 45 stopinj v desno, nato pa se je v dvajsetih sekundah na mestu obrnila še za dodatnih 22 stopinj. Zaradi padca tovora na eno stran ladje je ladja Sewol izgubila vso vztrajnostno silo in omogočila, da je voda pritekla na ladjo skozi stranska vrata tovornega prostora in vhod za avtomobile, ki je na krmi. Ta scenarij so potrdile simulacije, ki so jih ločeno izvedli strokovni svetovalni odbor, Korejski raziskovalni inštitut za ladje in oceansko inženirstvo ter Center za napredno pomorsko inženirstvo Seulske nacionalne univerze.  Čo je pričal, da je nagibanje trajalo približno dve do tri minute po začetnem nagibu. V tem času se je Oh Jong-sok, zunanji krmar, ki je spal v svoji kabini, prebudil, ko ga je vrglo na levo stran ladje iz njegove postelje. Od 8:50 se je ladja Sewol neprestano nagibala za trideset stopinj v levo.
Kapitan Lee, ki je bil v času incidenta v svoji zasebni kabini, je takoj odhitel na most. Čez nekaj časa so tja prispeli tudi vsi pomočniki in krmarji. Približno takrat je Čo ustavil motorje, čeprav ni znano, ali je to storil na lastno željo ali po ukazu Leeja. Ob 8:50 je Čo s klicem pomočniku strojnika ukazal evakuacijo strojnice. V tem času je Park jokala, saj jo je nenadni dogodek presenetil; to je trajalo vsaj do 9:06 Z ugasnjenimi motorji trajekt Sewol ni mogel spremeniti smeri in je začel drseti vstran. Potnik je kasneje pričal, da so se luči ugasnile, ko se je trajekt začel nagibati..

### Klici na pomoč (8:52-9:30)
Ne premikajte se. Ostanite, kjer ste. Če se začnete premikati, je še bolj nevarno, zato ostanite, kjer ste.

Po poročanju CNN z dne 16. aprila
Ko se je ladja Sewol začela potapljati, je medkomunikacijski sistem trajekta začel potnikom ukazovati, naj ostanejo na mestu, češ da je premikanje nevarno. Obvestila je objavil uradnik za komunikacije Kang He-song, ki pred oddajanjem ni pregledal priročnika. Obvestila so se začela oddajati vsaj ob 8:52;in se nadaljevala tudi, ko je voda začela zalivati potniške oddelke. Drugi člani posadke so potrdili ta ukaz in potnikom naročili, naj ostanejo na mestu. Tudi kapitan Lee je potnikom naročil, naj ostanejo na mestu, in tega ukaza ni spremenil niti takrat, ko je sam zapuščal ladjo.
Prvi je klic v sili na trajektu opravil Čoi Duk-ha, dijak srednje šole Danvon. Ob 8:52 je poklical nacionalno številko službe za ukrepanje ob nesrečah in se zglasil na gasilski postaji Džollanam-do, sporočil je, da se je ladja Sewol začela prevračati. Čoi se je ob 8:54 zjutraj povezal z obalno stražo Mokpo, kjer so ga prosili, naj navede koordinate lokacije ladje. Tri minute pozneje je situacijski center postaje obalne straže Mokpo ukazal, naj se na prizorišče pošlje patruljno plovilo št. 123; plovilo je bilo splavljeno ob 8.58. Po priročniku obalne straže za iskanje in reševanje naj bi bilo plovilo odgovorno za pregled območja in "hitro" reševanje potnikov. Čoi ni preživel prevrnitve in so ga pozneje našli mrtvega.
Ob 8:55 je posadka trajekta Sewol prvič izvedla klic v sili na Džedžu VTS in jih prosila, naj obvestijo KCG, ker se trajekt prevrača in je v nevarnosti. Ob 8:56 je sistem Džedžu VTS poklical obalno stražo Džedžu. Tri minute pozneje je obalna straža poklicala obalno stražo Mokpo in ugotovila, da je bil patruljni čoln že poslan. Ob 9:01 je član posadke na ladji Sewol poklical podružnico podjetja Chonghaejin v Inčonu in poročal o razmerah, nato pa je sedež podjetja Chonghaejin na Džedžu ob 9:03 poklical kapitana Leeja, da poroča o razmerah. Podružnica v Inčonu se je nato v naslednjih petintridesetih minutah v petih telefonskih pogovorih pogovarjala s prvim častnikom.
Obalna straža Mokpo je ob 9:06 obvestila VTS Džindo o prevrnitvi ladje. Približno takrat je posadka ladje Sewol tudi začela komunicirati z VTS Džindo, saj je bila bližje njihovi lokaciji. V naslednjih dveh minutah je Džindo VTS opozoril dve drugi ladji, da se ladja Sewol potaplja, pri čemer je ena potrdila, da ima vizualni stik z ladjo. Ob 9:07 je posadka trajekta potrdila, da se je prevrnil, in zaprosila za pomoč KCG. Ob 9:14 je posadka izjavila, da je zaradi kota nagiba evakuacija nemogoča. Približno v tem času je bil za poveljnika prizorišča imenovan kapitan patruljnega plovila št. 123. Štiri minute pozneje je posadka trajekta Sewol sporočila VTS, da se je trajekt nagnil za več kot 50 stopinj v levo.
Ob 9:23 je VTS ukazal posadki, naj obvesti potnike, naj si nadenejo rešilne jopiče. Ko je posadka odgovorila, da oddajna oprema ne deluje, ji je VTS naročil, naj potnikom osebno naroči, naj si nadenejo rešilne jopiče in več oblačil. Ob 9:25 je VTS zaprosil kapitana Leeja, naj se hitro odloči, ali naj evakuira ladjo, in navedel, da nimajo dovolj informacij za sprejem odločitve. Ko je Lee vprašal o reševanju, je VTS odgovoril, da naj bi patruljni čolni prispeli v desetih minutah, helikopter pa v eni minuti. Lee je nato odgovoril, da je za helikopter preveč potnikov. V tem času je Lee potnikom naročil, naj ostanejo v svojih kabinah. Komunikacijski častnik pa je prek ladijskega interkoma potnikom večkrat ukazal, naj se ne premikajo.
Ob 9:33, po potrditvi, da so se bližnje ladje prostovoljno javile za pomoč pri reševanju, je VTS vsem ladjam naročil, naj iz ladje spustijo rešilni čoln za potnike. Ob 9:38 so bile prekinjene vse komunikacije med VTS in ladjo Sewol. Približno tri minute po prekinitvi vseh komunikacij je približno 150 do 160 potnikov in članov posadke skočilo čez krov. 

Sewol se je potapljal dve uri in pol. Okoli 11:18 je bila krma potopljena, nad vodo pa je bil viden del trupa, visok približno 2 m (6 ft 7 in) in dolg približno 20 m. 16. aprila ob 12:00 je bil nad vodo le 50 cm (20 in) čebulastega premca; ob 13:03 se je ladja popolnoma potopila.

## Raziskovanje vzroka in odgovornih za nesrečo

#### Hipoteze
V nadaljevanju so navedene hipoteze o tem zakaj se je ladja potopila.
- Govorice o trku s kamnom
V prvih dneh nesreče so se mediji osredotočili na možnost trka zaradi odkritja skal ob megli. To je bila trditev glede na "udarce", ki so jih slišali nekateri preživeli, in glede na vremenske razmere, ki so bile takrat meglene. Bek Džom-ki, vodja raziskovalnega inštituta za tehnologijo ladij in oceanskih rastlin na Nacionalni univerzi Pusan, je dejal, da je možnost nesreče zaradi vznemirjanja ladje največja.
- Teorija strukturnih napak
Trajekt Sewol, je plovilo, pri katerem je bilo tveganje nesreč zaradi strukturnih napak pogosto izpostavljeno na mednarodni ravni (glej [[Seznam nesreč na liniji Roro]]). Takoj po nesreči ladje Ariake leta 2009 je družba Maruei Ferry leta 2012 razgradila tej podobno ladjo Naminoue. Poceni so jo uvozili iz [[Cheonghaejin Shipping]] in jo eno leto obnavljali, marca 2013 pa so jo preimenovali v trajekt Sewol in začela je obratovati, vendar je po letu in mesecu dni nasedla na nasip.
- Teorija odklona (Teorija spremembe smeri)
"Byunchim" je tehnični izraz, ki se večinoma uporablja na potniških ladjah ali letalih in pomeni spremembo poti. Nekateri strokovnjaki menijo, da je trajekt Sewol morda izgubil težišče zaradi ostre spremembe oblike in se obrnil na eno stran. K tej analizi prispeva tudi dejstvo, da se je potopljeni trajekt Sewol nagnil na levo. Lim Gung-soo, profesor sistemov pomorskega prometa na Nacionalni univerzi za pomorske zadeve Mokpo, je dejal: "Vzrok nesreče trajekta Ferry Sewol ni greben, temveč nagib navzven, ki ga je povzročil oster zasuk." Ocenil je, da se pri vrtenju ladje v vodah z velikim pretokom trup nagne za 5 do 10 stopinj in da se je zabojnik ali tovor, naložen na ladji, nagnil v eno smer ter trčil v ladjo. Strokovnjaki, ki podpirajo to teorijo, menijo, da je bil zvok "bang" v času nesreče posledica udarca v ladjo, ko se je sprostil vezani tovor. To je tudi mnenje, ki ga je obalna straža objavila kot začasni sklep na izrednem informativnem sestanku 17.
- Teorija notranje eksplozije
Profesor Gong Gil-jung s Korejske pomorske univerze in profesor Lim se s tem nista strinjala. Prvi je dejal: "Goreče igle niso glavni vzrok potopa. "Težava je prav takšna kot, da bi poskušali izprazniti z že nagnjenim želodcem," je dejal. "Kar je malo verjetno." Dejal je: "Obstajata dva pomena, da krmilni sistem ni deloval pravilno. Dejal je, da je neuporabno upravljati krmilno napravo, če je že nagnjena. "Obstaja velika verjetnost, da je v notranjosti eksplodirala. "Videti moramo, kaj je v zabojniku," je dejal. Glede teorije o grebenih je zavrnil možnost, da bi se ladja zrušila zaradi grebena, in dejal, da pomorski preiskovalci grebenov na poti ne navajajo le na karti, temveč je tudi posadka seznanjena s potjo.

### Odgovornost
Družbeno in etično odgovornost so prevzeli člani ladijske posadke, ki so prvi pobegnili in pustili potnike na ladji. Ta kritika kaže na temeljni in ne neposredni vzrok inženirske in fizične analize razmišljanja o trajektu Sewol. V okviru ene skupine ladij so ladijske posadke, vključno s kapitanom, ki so odgovorni za navigacijo in naloge reševanja potnikov, njihovo pomanjkanje vodenja pa je pripeljalo do potopitve trajekta Sewol. Na nekaterih podlagah ni bilo pravočasnega učinkovitega ukrepanja, razen pozivanja potnikov, naj "ostanejo pri miru, ker je nevarno, ker da se premikajo", in zaprositve obalne straže za pomoč. Potniki, ki so poskušali pobegniti, potem ko so si nadeli rešilne jopiče, pa so imeli večjo verjetnost, da bodo preživeli. Zato ta analiza poudarja, da je problem, ki bi lahko zmanjšal človeške žrtve, postal človeški dejavnik zaradi napačne presoje osebja in pomanjkanja odgovornosti. 
Osebje je tudi tesno povezano z Odrešitelji, saj je večina ladijskega osebja v Cheonghaejinu članov frakcije Odrešitelji.
Zato se je pojavila teorija o odgovornosti družbe kot celote, to napeljuje na družbo Ferry Sewol. Novinar Džonghjun Lee je dejal: "Potopljeni trajekt Sewol je mikrokozmos korejske družbe," in poudaril, da je podoben korejskim družbenim voditeljem, kot so predsedniki verige chabol in zakonodajalci, ki se izmuznejo, ko jim grozi nevarnost aretacije, in za seboj najprej pustijo delavce.
To je posledica izgube avtoritete in zaupanja vlade, saj družine pogrešanih niso zaupale obalni straži in mornarici, obalna straža pa je preprečevala in se posmehovala civilnim potapljačem ter si večkrat pridobila večjo moč kot uradna vladna objava.

### Posledice
Večino rešenih so odpeljali v bolnišnice. Zdravnik, ki je pregledal preživele, je dejal: "Preneseni pacienti so bili še nekaj časa odsotni zaradi hude posttravmatske stresne motnje, tj. travme," in dodal: "Načrtujemo ugotavljanje in zdravljenje duševnih motenj in ravni stresa." Kritiki poudarjajo, da se lahko pojavijo tudi pri ljudeh v okolici ali reševalcih, zato je ministrstvo za zdravje in socialno varstvo v bolnišnico Guro v Ansanu, kjer so bili hospitalizirani preživeli, poslalo petčlansko psihoterapevtsko ekipo. 17. septembra je skupaj z ministrstvom za enakost spolov in družino, ministrstvom za izobraževanje, gasilci in provinco Gjonggi ustanovilo "osrednjo skupino za psihološko podporo v primeru podobne nesreče".

### Samomori
Kang Min-kju, namestnik ravnatelja srednje šole Danwon v Ansanu, ki so ga rešili po nesreči med vodenjem šolskega izleta, je bil 18. aprila okoli 16.05 najden obešen na hribu za gimnazijo Džindo v mestu Džollanam-do. V denarnici namestnika ravnatelja so našli samomorilno pismo. V samomorilnem pismu je pisalo: "Ne poznam življenja ali smrti 200 ljudi, vendar je pretežko živeti sam. Vso krivdo pripišite meni. "Prizadeval sem si za šolski izlet," je dejal in prosil, da se truplo upepeli in razprši na območju nesreče. Prav tako je dejal: "Ali naj bom v posmrtnem življenju učitelj tistim, ki zdaj ne morejo najti svojega telesa?" To naj bi bil eden od vzrokov za samomor. Pritoževal se je, da so pri reševanju dijaki ostali sami: "Počutim se, kot da sem edini, ki je pobegnil sem." Poročali so, da so ga ostro kritizirali starši srednje šole Danvon, ki so umrli ali bili pogrešani zaradi potopa trajekta. Namestnik ravnatelja Kang Min-kju je diplomiral na Pedagoški fakulteti Nacionalne univerze Gongdžu in bil leta 1987 imenovan za srednješolskega učitelja, da bi poučeval moralne in etične predmete. Marca 2012 je napredoval v namestnika ravnatelja, po delu na srednji šoli Jangdži v Ansanu pa je bil 1. marca 2014 imenovan na srednjo šolo Danvon.
30. maja ob 4.57 zjutraj je mimoidoči na parkirišču v zabaviščnem parku Hvarang našel osebo A, ki je visela na drevesu, in o tem obvestil policijo. Potrjeno je bilo, da oseba A ni bila družinski član nobene žrtve nesreče trajekta Sewol, saj so v zadnjem žepu hlač pokojnega A našli samomorilno pismo. Policija se je na podlagi samomorilskega pisma osebe, poklonila učencem, ki so umrli na trajektu Sewol, saj je oseba zapisala naslednje: Žal mi je, da sem odrasel. Denar (približno 700.000 vonov), ki so v moji denarnici, uporabite kot donacijo za žalujoče družine. Rekel je tudi, da bo podaril svoje truplo.
Po podatkih policijske postaje Džindo v mestu Džollanam-do je 5. julija policiji poročal ribič, ki je iskal truplo policista Kima, ki je plavalo v vodi pred pristaniščem Mudžori v Šingi-ri, Gunne-mjon, Džindo-gun, ob 9.58. Skočil je z mostu Džindo v reko, ob 21.26 (KST), 26. junija. Od nesreče je poročnik Kim pred skokom delal v pristanišču Pengmok in gimnaziji Džindo, znano pa je, da se je pritoževal zaradi izrednega stresa, ki je bil posledica težav, kot sta utrujenost pri delu in napredovanje.
Po podatkih korejske obalne straže na dan 19. je trajekt Sewol potonil z 120l olja in 50l dizelskega goriva. Zdi se, da je del nafte iztekel že med plovbo. Zjutraj 18. se je v radiju 100 metrov okoli trajekta Sewol oblikoval tanek oljni film, ki pa se je v enem dnevu spremenil v veliko debelejši naftni pas.

### Žrtve med reševalnim osebjem
27. aprila je imel vladni štab za boj proti nesrečam redni sestanek v okrožnem uradu Džindo in pojasnil, da se zaradi globine iskalnega območja vse več članov pritožuje zaradi simptomov potapljaških bolezni, zato si prizadevajo zmanjšati število dnevnih reševalnih injekcij in organizirati odmore.
1. maja ob 1.15 so civilnega potapljača Kima (40 let) odpeljali na zdravljenje z visokotlačnim kisikom v bolnišnici Samčonpo, Seul. Kim naj bi izgubil zavest v dekompresijski komori na barki, potem ko je popoldne prejšnjega dne končal podvodno iskanje trajekta Sewol v kraju Džindo, Džollanam-do. Po prejemu nujnih ukrepov je ponovno prišel k zavesti, vendar so ga zaradi resnih simptomov potapljaške bolezni, kot so hudi glavoboli, premestili v bolnišnico Samčonpo Seul. V bolnišnici so Kima začeli zdraviti v centru za zdravljenje s kisikom pod visokim pritiskom s 6 atmosferskimi tlaki, kar je podobno okolju z globino od 40 do 50 m. Zdravljenemu Kimu se je stanje izboljšalo; popustil mu je glavobol, vendar po pravljenih temeljitih pregledih v zvezi s potapljaškimi boleznimi, pa se je začel pritoževati zaradi bolečin v medenici. To se je večkrat zgodilo med 2., 14. in 17. dnevom v mesecu.
6. maja ob 6. uriso Leeja, ki je takrat iskal ostanke na kraju nesreče, rešili drugi potapljači, potem ko je v petih minutah v času močnega pretoka, izgubil komunikacijo med iskanjem trupa trajekta, posledično so ga nezavestnega prepeljali v korejsko bolnišnico Mokpo, kjer je kasneje umrl. Iz bolnišnice so sporočili, da so bolnika ob 7.10 premestili, vendar je bil v tako slabem stanju, da so mu izvajali umetno dihanje, nakar je na koncu umrl. Po podatkih "Pangovernment Accident Countermeasures Headquarters" je bil civilni potapljač Lee, ki je umrl istega dne, začasno zaposlen v podjetju Marine Industries in je bil na dan nesreče prvič razporejen na pomoč žrtvam ter je kazal simptome težav z dihanjem.
7. maja ob 20.20 se je na ladji št. 3009 pomorske policijske postaje Mokpo, ki je čakala v vodah kjer se je potopil trajekt Sewol, zgrudil in padel v nezavest narednik z Inčonske letalske univerze korejske obalne straže. Narednik Čung naj bi v Inčonu delal 24 ur, od 6. ure zjutraj in se takoj odpravil na kraj nesreče trajekta Sewol, potem ko se ni spočil. Narednik Čung se je po končani izmeni ob 20.20 istega dne pritoževal zaradi vrtoglavice, povišan pa naj bi bil tudi njegov krvni tlak. Diagnosticirali so mu možgansko krvavitev in ga štiri ure urgentno operirali, po operaciji pa je ponovno prišel k zavesti, vendar je znano, da mora napredek trajati vsaj približno dva tedna, da lahko govorimo o izboljšanju stanja.
Zaradi pogostih poškodb potapljačev je vladni štab za preprečevanje nesreč 19. maja sporočil, da namerava poleg treh obstoječih fizioterapevtov na ladjo napotiti še sedem zdravnikov.
Po podatkih obalne straže z dne 21. maja je bil narednik Lee, ki je iskal v vodah nesreče v mestu Džindo, Džollanam-do, zaradi poškodbe hrbta odpeljan v bolnišnico.
30. maja je umrl civilni potapljač, ki je bil poškodovan med reševanjem. Potapljača Lee-ja so ob 13.50 v 4. poslali v vodo, da bi naredili rez na zunanji strani krme. Nato se je ob 14:20 v bližini Lee-ja zaslišal udarni zvok, ob 14:40 pa ga je rešil drug potapljač s krvjo na obrazu. Lee-ja, ki so mu na kraju dogodka nudili nujno pomoč, so z bližnjim helikopterjem prepeljali v bolnišnico Mokpo, kjer so mu nudili umetno dihanje, vendar je umrl.
17. junija ob 12:40 je pripadnik obalne straže Jin, ki je podpiral iskanje v bližini območja nesreče, med potovanjem s 3000-tonskega plovila obalne straže 3011 v floto, ki je pripadala 1512, padel z lestve in se s bokom udaril v kratek stol. Jina so prepeljali v korejsko bolnišnico Mokpo, kjer so mu diagnosticirali "tri zlome reber" in ga zdravijo.
Bolnišnica Samčonpo, Seul v Sačonu, Gjongsangnam-do, je 13. julija sporočila, da je bilo 13 civilnih potapljačev, ki so iskali ostanke trajekta Sewol, hospitaliziranih zaradi simptomov potapljaške bolezni in se še zdravijo. 10. in 11. julija se je 11 ljudi, med njimi Kim (31 let) iz podjetja Undeen, in trije ljudje, med njimi Bek (39 let) iz obalne straže, pritoževalo zaradi utrujenosti, glavobolov in sistemskih bolečin, 13 od njih pa je bilo hospitaliziranih. Zlasti Kim je moral imeti operiran vratni disk zaradi akutnih simptomov.

## Seznam smrtnih žrtev trajekta Sewol

### Srednja šola Danvon
1. razred: Kim Min-hee, Kim Yong-hyun, Kim Joo-hyun
2. razred: Kang Woo-young, Kim Ji-hyun, Kim Ji-yoon, Kim Joo-hee
2. razred in 3. razred: Kim Sang-hyun, Kim Eun-hyun, Kim Eun-hyun, Kim Eun-hyun, Kim Ji-hyun, Kim Ji-hyun, Kim Ji-hyun, Kim Ji-hyun, Kim Ji
2. razred in 4. razred: Kang Shin-hyun, Kim Gun-woo, Kim Yong-hyun
5. razred: Kim Gun-woo, Kim Gun-hyun, Kim Jung-hyun, Kim Jin-hyun, Kim Jung
6. razred: Kim Seung-hyun
7. razred: Kwak Soo-hyun, Kim Gun-hyun, Lee Jung-hyun
8. razred: Hyun, Lee Seung-hyun, Kim Chang-hyun, Kim Chang
9. razred: Kim Min-kyung, Kim Jin-hee, Lee Seung-sun, Kim Si
10. razred: Moški, ki so se odločili, da se bodo udeležili tekmovanja, so se odločili, da se bodo udeležili tekmovanja. "Kim Dong-hee, Kim Yong-hee, Kim Yu-hee, Kim Yu-hyun
Odlično delo učencev, ki bi ga moralo opraviti osebje: Gochangseok, Kim Ye-hyun, Kim Ye-jin, Kim Jae-hyun, Lee Ji-jin

### Žrtve srednje šole, ki niso dijaki
Ostali potniki: Kwon Jae-geun, Kim Soon-ho,Lee Young-seok
Posadka trajekta:  Kim Moon, Jae-hyun, Lee Hyun-young, Lee Sang-young, Lee Sang-woo, Lee Hyun-soo

## Sorodni mediji

### Sorodni filmi
Dokumentarni film v režiji Kim Dži-joung in produkciji Kim Eo-džun. Film je nastajal tri leta s pomočjo sponzorstva prebivalcev JK v višini 2,03 milijarde vonov v okviru množičnega financiranja, ki ga je začel izvajati oddelek za projekte. Film je bil prvič predvajan 12. aprila 2018 in si ga je ogledalo 540.000 gledalcev. Hipoteza je bila predstavljena na podlagi dejstva, da so bili analiza sledenja trajekta Sewol, izjave preživelih in podatki iz analize videonadzora natovorjenih vozil navzkrižno ponarejeni. Žalujoča družina je prosila posebno preiskovalno skupino tožilstva, naj razišče domnevno manipulacijo z ladijskim sistemom samodejne identifikacije (AIS), vendar je analizirala podatke AIS 23 domačih baznih postaj AIS, čezmorskih zbiralnikov AIS in zasebnih ladij, vendar je bilo ugotovljeno, da v času nesreče ni prišlo do manipulacije s predloženimi podatki.

#### Time X
Netizen "Zaro", ki je javna oseba v JK, je neposredno preiskoval nesrečo trajekta Sewol in na YouTube naložil dokumentarni film z naslovom "Čas nad X" (세월X는), ki je vseboval vprašanja o trajektu Sewol, ter ga objavil. Čas nad X je 1-urni in 49-minutni igrani dokumentarec, ki je ovrgel vzrok nesreče trajekta Sewol, ki ga je objavila vlada. Poleg tega je Zaro trdil, da so trajekt Sewol potopile zunanje sile, pri čemer je uporabil vse znanstvene dokaze skozi leta X.

### Sorodne knjige
- 민주사회를 위한 변호사모임. 《416세월호 민변의 기록》. 생각의길. 2014년. (Slovenski prevod naslova: l. 2014: Srečanje odvetnikov za demokratično skupnost. Posnetek "civilne vojne" za resnico o dogodkih 16. aprila. Način razmišljanja.) ISBN 9788965133049
- 진실의 힘 세월호 기록팀, 《세월호, 그날의 기록》. 진실의힘. 2016년. (Slovenski prevod naslova: l. 2016: Moč resnice. Snemalna ekipa trajekta Sewol, "Trajekt Sewol, posnetki dneva". Moč resnice.) ISBN 9791195716005